# 方俊官
方俊官，清代伶人，幼時即以色藝擅場，為清代士大夫所讚賞，與狀元莊培因關係密切，人稱「狀元夫人」。老時以販鬻古器為生，時常來往北京。嘗覽鏡自歎曰：「方俊官乃作此狀，誰信曾舞衫歌扇，傾倒一時耶？」